# 李用柱
李 用柱（リ・ヨンジュ、朝鮮語: 리용주）は、朝鮮民主主義人民共和国の軍人、政治家。朝鮮労働党中央委員会委員、最高人民会議代議員。朝鮮人民軍海軍司令官、朝鮮人民軍総参謀部副総参謀長などを歴任。朝鮮人民軍における軍事称号（階級）は大将。

## 経歴
出生地や生年月日など詳しいことはわかっていない。就任時期は不明だが朝鮮人民軍総参謀部副総参謀長に就任した。2009年には最高人民会議第12期代議員に選出され、2010年には朝鮮労働党中央委員会委員候補に選出された。2015年4月には上将に昇進し、金明植の後任として朝鮮人民軍海軍司令官に任命された。同年7月に大将に4ヶ月で昇進したことから超スピード出世したとされる。2016年には党中央委員会委員に昇格したが2017年に海軍司令官を解任され、金明植と交代した。

## 参考サイト
북한정보포털
| 先代金明植 | 朝鮮人民軍海軍司令官2015年 -2017年 | 次代金明植 |